# Mohamed el-Kettani
Pour les articles homonymes, voir Kettani.
Mohamed el-Kettani, né en août 1958, est le président-directeur général de la banque Attijariwafa bank.

## Biographie
Mohamed el-Kettani est diplômé de l'École nationale supérieure de techniques avancées (ENSTA ParisTech). Il débute en tant qu'ingénieur conseil au sein du département des crédits d'investissement de la Banque Commerciale du Maroc (BCM), département qu'il dirige à partir de 1985,.
En 1989, il accède à la direction centrale du crédit et de l'ingénierie financière. À partir de 1994, il occupe le poste de directeur adjoint, responsable de la direction générale des crédits et des activités para-bancaires. Il fait partie des chevilles ouvrières lors de la fusion entre BCM et WafaBank piloté par Khalid Oudghiri.
En 2003, Mohamed el-Kettani est directeur général chargé du pôle Banque de Financement et d'investissement d'Attijariwafa bank. En 2004, il devient directeur général des pôles banque de la grande clientèle et de l'international et banque d'investissement et directeur de la planification du programme de fusion de AWB. En 2007, il est nommé président-directeur général d'Attijariwafa bank.

## Prix et récompenses
- Trophée de la Diplomatie Publique (novembre 2011)
- Mohamed El Kettani distingué par le magazine « New African » comme premier personnage marocain influenceur du secteur financier et des affaires pour l'année 2017.
- Elevé au grade de Commandeur de l’Ordre National de Côte d’Ivoire par la grande chancelière de l’Ordre National de Côte d’Ivoire, en juillet 2019[3].